# 斯塔克波爾岩
斯塔克波爾岩（英語：Stackpole Rocks）是南極洲的岩石，位於南設得蘭群島，處於尼科波爾角以東6.83公里、多梅塔角東南面3.38公里、里什角西南面1.4公里和象角西北面5.36公里。

## 外部連結
- Composite Antarctic Gazetteer（页面存档备份，存于）.

62°40′40.8″S 60°57′26.6″W / 62.678000°S 60.957389°W